# ليفي ليفيمير
ليفي ليفيمير (بالإنجليزية: Levi Leipheimer)‏ مواليد 24 أكتوبر 1973 في مونتانا، الولايات المتحدة، هو دراج أمريكي سابق في صنف سباق الدراجات على الطريق. سبق أن شارك في دورة الألعاب الأولمبية الصيفية وفاز بميدالية أولمبية.

## سباقات أو مراحل فاز بها
- طواف إسبانيا

## الميداليات
| الميدالية | المسابقة                       |
| --------- | ------------------------------ |
| برونزية   | الألعاب الأولمبية الصيفية 2008 |

## روابط خارجية
- ليفي ليفيمير على موقع الاتحاد الدولي للدراجات (الإنجليزية)
- ليفي ليفيمير على موقع أرشيف الدراجات (الإنجليزية)
- ليفي ليفيمير على موقع إحصائيات الدراجات الإحترافية (الإنجليزية)
- ليفي ليفيمير على موقع نسبة الدراجات (الإنجليزية)
- ليفي ليفيمير على موقع CycleBase (الإنجليزية)
- ليفي ليفيمير على موقع أوليمبيديا (الإنجليزية)
- usacycling